# Coniston
Koordinaten: 54° 22′ N, 3° 5′ W

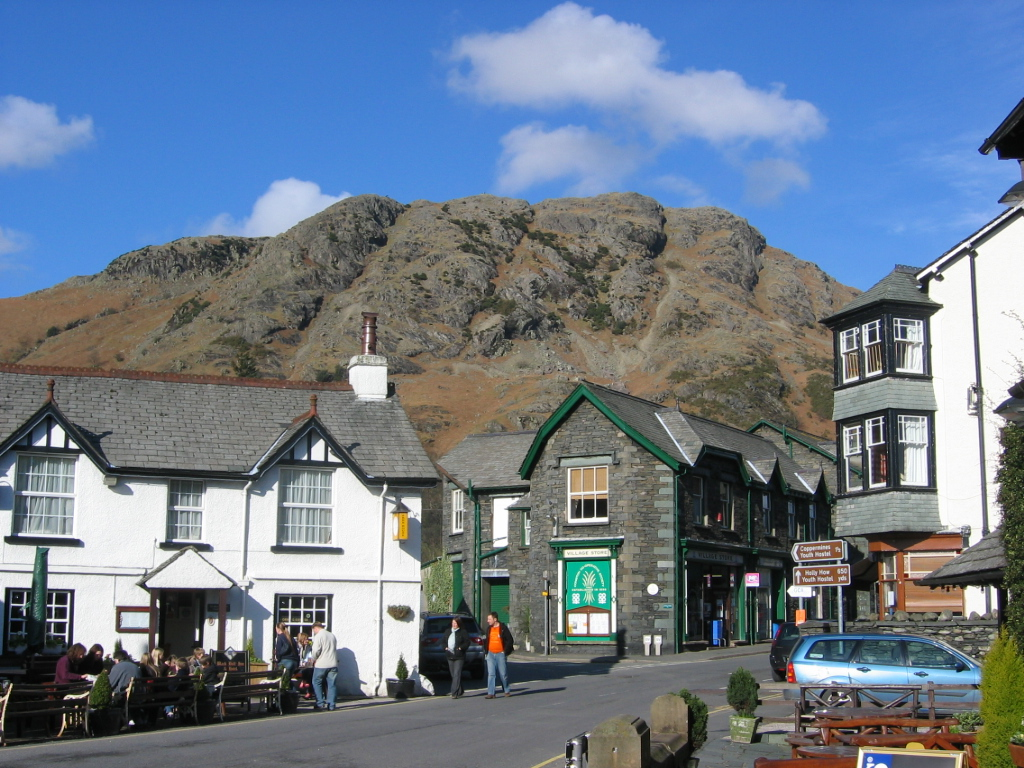
Coniston

Coniston ist ein Ort im Lake District im Norden von England. Es liegt am Ufer des Sees Coniston Water und zu Füßen des Berges Coniston Old Man (803 m). In der Vergangenheit lebte der Ort vom Kupfer- und Schieferabbau, seit der viktorianischen Zeit ist er ein beliebter Ferienort. 
Zu den touristischen Attraktionen gehören Wanderungen und Bergsteigen. 1950 wurde der Nationalpark Lake District gegründet, einer von insgesamt vierzehn Nationalparks im Vereinigten Königreich, und gab dem Tourismus weiteren Auftrieb.
Der Church Beck fließt durch den Ort, bevor er in das Coniston Water mündet.

## Persönlichkeiten
Bedeutende Einwohner von Coniston waren unter anderem der Dichter John Ruskin und der Weltrekordhalter im Rennbootfahren, Donald Campbell.